# Ambroise Oyongo
Ambroise Oyongo, de son nom complet Ambroise Oyongo Bitolo, est un footballeur international camerounais né le 22 juin 1991 à Ndikiniméki. Il joue au poste de latéral gauche au Paris 13 Atletico.

## Biographie

### Carrière en club

#### Débuts au Cameroun
Évoluant au poste d'arrière latéral gauche (ou d'arrière latéral droit comme avec l'équipe du Cameroun), il commence sa carrière au Moussango FC de Yaoundé en 2008. Il se fait repérer par le Coton Sport Football Club de Garoua alors qu'il participait au match des éliminatoires comptant pour la Coupe d'Afrique des nations junior 2011 contre la Centrafrique à Garoua en juillet 2010. Lors de cette compétition, les lionceaux sont finalistes. Quelques mois après, il rejoint de nouveau les lionceaux cette fois-ci pour disputer la Coupe du monde de football des moins de 20 ans en Colombie. Quelque temps après son retour il est convoqué en équipe nationale A pour disputer le tournoi amical LG Cup au Maroc que les Lions remportent.
En 2013, il réalise un essai avec Lille OSC en France mais sa signature avorte en raison de problèmes administratifs.

#### Éclosion en MLS
Il signe un contrat professionnel avec le Rainbow FC Bamenda, un club amateur de championnat régional camerounais puis est prêté avec option d'achat aux Red Bulls de New York en mars 2014. À l'issue de la saison, il est élu recrue de l'année du club du New Jersey puis est recruté de façon définitive par les Red Bulls à la fin de la période de prêt.
Le 27 janvier 2015, il est impliqué dans un gros échange qui le voit rejoindre l'Impact de Montréal sans que son avis lui ait été demandé. En conséquence et après avoir passé le début de saison MLS au Cameroun à s'entrainer seul, il rejoint l'Impact de Montréal à la mi-mai et fait ses débuts en débutant contre le FC Dallas à l'occasion d'une victoire 2-1 le 23 mai 2015.
À Montréal, Oyongo connaît du succès en obtenant rapidement le statut de titulaire sur le flanc gauche de la défense de l'Impact. Après un parcours historique pour la franchise québécoise dans les séries de la MLS, Ambroise se blesse gravement au début de l'été 2017 lors d'une rencontre internationale contre le Maroc et demeure indisponible pour l'ensemble de la saison 2017. Sa blessure le contraint donc à participer à douze rencontres avec la formation montréalaise au cours de sa dernière année de contrat. Souhaitant ensuite rejoindre l'Europe où des offres lui sont proposées, Oyongo déclare, le 23 octobre 2017, quitter le Québec et la MLS.

#### Arrivée en Europe
Le 21 décembre 2017, Laurent Nicollin, président du Montpellier HSC annonce la signature d'Ambroise Oyongo pour quatre ans, le contrat débutant le 1er janvier 2018. Ambroise joue son premier match avec le Montpellier HSC le 6 mai 2018 lors de la victoire 2-0 sur le terrain du FC Nantes. Le 1er septembre 2018, il marque son premier but avec Montpellier face au Stade de Reims, qui va donner la victoire à son équipe. Il récidive en ouvrant le score lors du derby contre Nîmes, le 30 septembre 2018 (victoire 3-0).
Lors de la saison 2020-2021, il subit la montée en puissance de Mihailo Ristic. Troisième choix à son poste derrière le serbe et Nicolas Cozza, il est prêté au FK Krasnodar le 22 février 2021 pour la fin de saison. Il est cependant victime d'une grave blessure au genou après 33 minutes de jeu lors de son premier match contre l'Oural Iekaterinbourg le 28 février, ce qui l'éloigne des terrains pour trois à cinq mois. Opéré à Barcelone, il retourne à Montpellier pour sa convalescence.

### En équipe nationale
Ambroise Oyongo participe à la coupe d'Afrique des nations junior, le championnat du monde Junior de football de la même catégorie par la suite, la LG Cup avec la sélection nationale senior pour pallier l'absence de Nicolas Nkoulou, et Aurélien Chedjou. Il est encore convoqué pour jouer lors des éliminatoires des coupes d'Afrique des nations 2013 et de la Coupe du monde de football.
Il fait partie des 23 camerounais sélectionnés pour la CAN 2015, où il commence en tant que titulaire au poste d'arrière droit. Lors de cette compétition, il inscrit le but qui permet aux Lions indomptables d'obtenir le point du nul face aux Aigles du Mali. Deux ans plus tard, lors de la Coupe d'Afrique des nations 2017 organisée au Gabon, il participe au succès de son équipe en jouant chaque minute de toutes les rencontres jusqu'à la finale face à l'Égypte le 5 février 2017. Il remporte alors son premier titre majeur et un premier succès continental pour sa sélection depuis 2002.

## Palmarès
Cameroun
- Vainqueur de la Coupe d'Afrique des nations en 2017.

 Coton Sport Garoua
- Champion du Cameroun en 2010-2011 et 2013.
- Coupe du Cameroun en 2011.

## Statistiques

### En club
| Saison                | Club                         | Championnat           | Championnat | Championnat | Coupe nationale | Coupe nationale | Coupe de la Ligue | Coupe de la Ligue | Compétition(s) continentale(s) | Compétition(s) continentale(s) | Compétition(s) continentale(s) | Séries | Séries | Cameroun | Cameroun | Total | Total |
| Saison                | Club                         | Division              | M.          | B.          | M.              | B.              | M.                | B.                | Comp.                          | M.                             | B.                             | M.     | B.     | M.       | B.       | M.    | B.    |
| 2013                  | Coton Sport Garoua           | Elite One             |             |             |                 |                 | -                 | -                 | C1                             | 9                              | 0                              | -      | -      | 1        | 0        | 10    | 0     |
| 2014                  | Red Bulls de New York (prêt) | MLS                   | 13          | 0           | 1               | 0               | -                 | -                 | LCC                            | 3                              | 0                              | 5      | 0      | 5        | 0        | 27    | 0     |
| 2015                  | Impact de Montréal           | MLS                   | 22          | 1           | 2               | 0               | -                 | -                 | LCC                            | 0                              | 0                              | 3      | 0      | 9        | 1        | 36    | 2     |
| 2016                  | Impact de Montréal           | MLS                   | 27          | 0           | 1               | 0               | -                 | -                 | -                              | -                              | -                              | 5      | 1      | 6        | 0        | 39    | 1     |
| 2017                  | Impact de Montréal           | MLS                   | 11          | 1           | 1               | 0               | -                 | -                 | -                              | -                              | -                              | -      | -      | 8        | 0        | 20    | 1     |
| Sous-total            | Sous-total                   | Sous-total            | 60          | 2           | 4               | 0               | 0                 | 0                 | -                              | -                              | -                              | 8      | 1      | 23       | 1        | 95    | 4     |
| 2017-2018             | Montpellier HSC              | Ligue 1               | 3           | 0           | -               | -               | -                 | -                 | -                              | -                              | -                              | -      | -      | 1        | 0        | 4     | 0     |
| 2018-2019             | Montpellier HSC              | Ligue 1               | 26          | 2           | 1               | 0               | 0                 | 0                 | -                              | -                              | -                              | -      | -      | 7        | 0        | 34    | 2     |
| 2019-2020             | Montpellier HSC              | Ligue 1               | 21          | 0           | 2               | 0               | 1                 | 0                 | -                              | -                              | -                              | -      | -      | 5        | 0        | 29    | 0     |
| 2020-2021             | Montpellier HSC              | Ligue 1               | 13          | 1           | -               | -               | -                 | -                 | -                              | -                              | -                              | -      | -      | 2        | 0        | 15    | 1     |
| 2021-2022             | Montpellier HSC              | Ligue 1               | 11          | 1           | 1               | 0               | -                 | -                 | -                              | -                              | -                              | -      | -      | 3        | 0        | 15    | 1     |
| Sous-total            | Sous-total                   | Sous-total            | 74          | 4           | 4               | 0               | 1                 | 0                 | -                              | -                              | -                              | -      | -      | 18       | 0        | 97    | 4     |
| 2020-2021             | FK Krasnodar (prêt)          | Premier-Liga          | 1           | 0           | -               | -               | -                 | -                 | -                              | -                              | -                              | -      | -      | -        | -        | 1     | 0     |
| Total sur la carrière | Total sur la carrière        | Total sur la carrière | 148         | 6           | 9               | 0               | 1                 | 0                 | -                              | 12                             | 0                              | 13     | 1      | 47       | 1        | 230   | 8     |

### Buts internationaux
| # | Date            | Lieu                       | Adversaire | Score | Résultat | Compétition                                     |
| - | --------------- | -------------------------- | ---------- | ----- | -------- | ----------------------------------------------- |
| 1 | 20 janvier 2015 | Malabo, Guinée équatoriale | Mali       | 1-1   | 1-1      | Groupe D de la Coupe d'Afrique des nations 2015 |
| 2 | 5 janvier 2017  | Yaoundé, Cameroun          | RD Congo   | 1-0   | 2-0      | Match amical                                    |